# إس إس إكس 3
إس إس إكس 3 هي لعبة فيديو للتزلج على الجليد تم تطويرها بواسطة إي أيه فانكوفر وتم نشرها تحت علامة إلكترونيك آرتس. تم إصدار اللعبة مبدئيًا في 20 أكتوبر 2003 لأجهزة غيم كيوب وبلاي ستيشن 2 وإكس بوكس. كما تم لاحقا إنشاء نسخة لأجهزة غيم بوي أدفانس بواسطة فيجوال امباكت في 11 نوفمبر 2003 وإلى غيزموندو بواسطة إكسينت للترفيه في 31 أغسطس 2005. إنها الدفعة الثالثة في سلسلة إس إس إكس. في 17 أبريل 2018، أصبحت اللعبة قابلة للتشغيل على أنظمة إكس بوكس ون عبر التوافق مع الإصدارات السابقة.
يتم وضع اللاعب الفردي على جبل خيالي ليتبع المتزلجين المتنافسين في بطولة إس إس إكس. يستطيع اللاعبون الإختيار من بين مجموعة متنوعة من الشخصيات ويشاركون في أحداث مختلفة في مواقع مختلفة . يقومون بكسب النقاط والمال عن طريق أداء الحيل، الفوز بالسباقات، استكمال الأهداف، والعثور على المقتنيات. يمكن استخدام الأموال لترقية سمات الشخصية شراء ملابس وألواح تزلج جديدة، وفتح الموسيقى والإضافات. يمكن للاعبين متعددين اللعب ضد بعضهم البعض في وضع تعدد اللاعبين المحلي أو في وضع تعدد اللاعبين عبر الإنترنت حيث يسمح للاعبين بالاتصال باللعبة واللعب ضد بعضهم البعض عبر الإنترنت في إصدار بلاي ستيشن 2 من اللعبة، ولكن تم إيقافه منذ ذلك الحين.

## روابط خارجية
- إس إس إكس 3 على موبي غيمز
- إس إس إكس 3: ما وراء الكواليس